# Davinson Sánchez
Davinson Sánchez Mina, född 12 juni 1996, är en colombiansk fotbollsspelare (försvarare) som spelar för Galatasaray.

## Klubblagskarriär
Som ung spelade Sánchez i América de Cali ungdomsakademi, men efter att hans föräldrar flyttat gick han till Atlético Nacional, där han utbildades under Juan Carlos Osorios vingar. Han gjorde sin debut för seniorlaget den 27 oktober 2013 i en 0-1-förlust mot Boyacá Chicó.
Den 2 mars 2016 gjorde Sánchez sitt första mål för Nacional i en 3-0-seger över peruanska Sporting Cristal i Copa Libertadores. Hans framträdanden för Nacional ådrog sig intresse från utländska klubbar inklusive Barcelona, Flamengo och Ajax. Barcelona lade ett formellt kontraktserbjudande, men Sánchez avböjde eftersom han inte ville börja i reservlaget Barcelona B.

### Ajax
I juni 2016 tecknade Sánchez ett femårigt kontrakt med nederländska Ajax. Klubben rapporterades ha betalat en övergångssumma om 5 miljoner euro till Atlético Nacional för Sánchez. Under sin första säsong i klubben blev han utsedd till årets spelare i Ajax.
Den 18 augusti 2017 meddelade Tottenham Hotspur att de kommit överens med Ajax om Sánchez övergång, med förbehåll för arbetstillstånd och genomförande av läkarundersökning.

## Landslagskarriär
Sánchez debuterade för Colombias landslag den 15 november 2016 i en 3–0-förlust mot Argentina.